# Шепель Анатолій Миколайович
Анато́лій Микола́йович Ше́пель (нар. 12 листопада 1949, Київ, Українська РСР, СРСР) — радянський футболіст, нападник. Майстер спорту СРСР (1973). Відомий виступами за житомирський «Автомобіліст», одеський «Чорноморець», а також московське та київське «Динамо». У складі цих команд Анатолій став володарем кубку СРСР та двічі ставав золотим призером вищої ліги чемпіонату СРСР.

## Життєпис

### Кар'єра футболіста
Анатолій Шепель народився 12 листопада 1949 року у Києві. Там же почав грати у футбол. Спочатку виступав на юнацькому рівні у складі футбольного клубу «Темп». А з 1962 року Анатолій почав грати у групі підготовки футбольного клубу «Динамо» Київ.
Виступав за команди «Автомобіліст» Житомир (1968–1970), «Чорноморець» Одеса (1971–1973, 1978–1979), «Динамо» Київ (1974), «Динамо» Москва (1975–1976). Один з найцікавіших футболістів першої половини 70-х у чемпіонаті СРСР. Особливо розкрився, граючи за одеський «Чорноморець» в 1973 році, коли забив 38 голів у чемпіонаті СРСР серед команд першої ліги. Після переходу в київське «Динамо» такої гри вже не демонстрував.

#### Збірна
За збірну СРСР зіграв 1 матч.

#### Статистика виступів
| Клуб                                                | Ліга              | Сезон             | Чемпіонат | Чемпіонат | Кубок | Кубок | Єврокубки | Єврокубки | Всього | Всього |
| Клуб                                                | Ліга              | Сезон             | Ігор      | Голи      | Ігор  | Голи  | Ігор      | Голи      | Ігор   | Голи   |
| --------------------------------------------------- | ----------------- | ----------------- | --------- | --------- | ----- | ----- | --------- | --------- | ------ | ------ |
| «Чорноморець» О                                     | ВЛ                | 1979              | 18        | 2         | 2     | 1     | -         | -         | 20     | 3      |
| «Чорноморець» О                                     | ВЛ                | 1978              | 21        | 6         | 0     | 0     | -         | -         | 21     | 6      |
| «Чорноморець» О                                     | Всього            | Всього            | 39        | 8         | 2     | 1     | 0         | 0         | 41     | 9      |
| «Динамо» Мск                                        | ВЛ                | 1976(в)           | 15        | 6         | 2     | 0     | ?         | ?         | 17     | 6      |
| «Динамо» Мск                                        | ВЛ                | 1975              | 24        | 8         | 1     | 1     | ?         | ?         | 25     | 9      |
| «Динамо» Мск                                        | Всього            | Всього            | 39        | 14        | 3     | 1     | 0         | 0         | 42     | 15     |
| «Динамо» Київ                                       | ВЛ                | 1974              | 20        | 1         | 4     | 0     | 2         | 0         | 26     | 1      |
| «Динамо» Київ                                       | Всього            | Всього            | 20        | 1         | 4     | 0     | 2         | 0         | 26     | 1      |
| «Чорноморець» О                                     | 1Л                | 1973              | 36        | 38        | 6     | 3     | -         | -         | 42     | 41     |
| «Чорноморець» О                                     | 1Л                | 1972              | 37        | 21        | 3     | 0     | -         | -         | 40     | 21     |
| «Чорноморець» О                                     | 1Л                | 1971              | 38        | 9         | 2     | 1     | -         | -         | 40     | 10     |
| «Чорноморець» О                                     | Всього            | Всього            | 111       | 68        | 11    | 4     | 0         | 0         | 122    | 72     |
| «Автомобіліст» Ж                                    | 2Л                | 1970              | 19        | 3         | -     | -     | -         | -         | 19     | 3      |
| «Автомобіліст» Ж                                    | 2Л                | 1969              | 13        | 0         | -     | -     | -         | -         | 13     | 0      |
| «Автомобіліст» Ж                                    | 2Л                | 1968              | 6         | 0         | 0     | 0     | -         | -         | 6      | 0      |
| «Автомобіліст» Ж                                    | Всього            | Всього            | 38        | 3         | 0     | 0     | 0         | 0         | 38     | 3      |
| Всього за кар'єру                                   | Всього за кар'єру | Всього за кар'єру | 247       | 94        | 20    | 6     | 2         | 0         | 269    | 100    |
| * 2Л — друга ліга; 1Л — перша ліга; ВЛ — вища ліга. |                   |                   |           |           |       |       |           |           |        |        |

Нині працює директором ДЮФШ «Динамо» імені Валерія Лобановського.

## Титули, рекорди та досягнення

### Командні
- Чемпіон СРСР (2): 1974, 1976 (весна)
- Володар кубку СРСР (1): 1974

### Індивідуальні
- Майстер спорту СРСР (1973).
- У списках найкращих футболістів УРСР (3): 1972, 1973, 1974.
- Найкращий бомбардир сезону у «Чорноморці» (3): 1971 (10), 1972 (21), 1973 (41).

### Рекорди у «Чорноморці»
- Найбільша кількість голів за один сезон (41).

### Державні нагороди
- Орден «За заслуги» ІІ[1] (2020) і ІІІ ст. (2015)[2]